# Посесія
Посесія або посесійне право (від лат. possessio — володіння) — тимчасове володіння людьми чи землями в Речі Посполитій та Російській імперії.

## В Російській імперії
Умовне володіння людьми чи землями, надане промисловим підприємцям, переважно недворянського походження, в Російській імперії, у тому числі й в Україні, у XVIII—XIX століттях підприємці не мали права відчужувати робочу силу і землі від даного підприємства — в цьому й полягала умовність володіння. Початок посесії покладено указом Петра І в 1721 році. Посесія була формою поширення кріпацтва на сферу промисловості в період розвитку великої мануфактури. Посесія на робочу силу скасовано указами 1861 і 1863, однак на володіння землями в деяких місцях зберігалася до 1917.

## У Речі Посполитій
Тимчасова або спадкова оренда держ. маєтку разом з приписаними до нього селянами. Існувала в Польщі у XVIII столітті, зберігалася також у першій половині XIX століття на землях Правобережної України та Білорусі, приєднаних до Російської імперії після поділів Польщі.